# Idracido
Gli idracidi sono acidi binari composti solamente da idrogeno e da un non metallo del diciassettesimo gruppo (ossia un alogeno) oppure zolfo, selenio, tellurio o un gruppo cianidrico.

## Descrizione
Gli idracidi sono dunque i seguenti:
- acido cloridrico o cloruro di idrogeno (HCl)
- acido bromidrico o bromuro di idrogeno (HBr)
- acido iodidrico o ioduro di idrogeno (HI)
- acido fluoridrico o fluoruro di idrogeno (HF)
- acido astatidrico o astaturo di idrogeno (HAt)
- acido solfidrico o solfuro di idrogeno (H2S)
- acido selenidrico o seleniuro di idrogeno (H2Se)
- acido telluridrico o tellururo di idrogeno (H2Te)
- acido azotidrico o triazoturo di idrogeno (HN3)
- acido cianidrico o cianuro di idrogeno (HCN).

I primi tre sono acidi forti mentre i restanti sono tutti acidi deboli. I primi cinque (ovvero HCl, HBr, HI, HF e HAt) sono complessivamente denominati acidi alogenidrici, poiché sono composti tra l'idrogeno e un alogeno.

## Nomenclatura tradizionale
Nella nomenclatura tradizionale, ancora ampiamente usata per questi composti, gli idracidi prendono il nome di "acido" + nome dell'elemento non metallico "-idrico", e quindi, ad esempio, HCl è l'acido cloridrico, HF è l'acido fluoridrico, H2S è l'acido solfidrico.

## Nomenclatura attuale (IUPAC)
Secondo la nomenclatura IUPAC, gli idracidi sono composti binari il cui nome si forma aggiungendo il suffisso -uro all'elemento a destra nella formula (il non metallo) preceduto da un suffisso per indicare il numero di atomi presenti e seguito da "di" e dal nome dell'altro elemento, anch'esso preceduto da un prefisso che indica il numero dei suoi atomi. Per esempio, HCl è il cloruro di idrogeno, HF è il fluoruro di idrogeno, H2S è il solfuro di diidrogeno.

## Caratteristiche degli idracidi
La formula generica di un idracido sarà quindi "HX", dove X rappresenta un alogeno o uno pseudoalogeno, come il gruppo ciano (–C≡N), oppure sarà H2Y, dove Y rappresenta un atomo di zolfo, selenio, o tellurio. A volte prendere in considerazione anche idracidi degli elementi del gruppo dell'azoto, di formula generale H3Z; questi ultimi, pur non mostrando dissociazione acida in acqua, possono farlo in solventi più basici, ad esempio in ammoniaca liquida e, in ogni caso, possono dare i rispettivi sali metallici.
Negli idracidi l'idrogeno è convenzionalmente scritto per primo nella formula dato che in molti casi esso è l'elemento meno elettronegativo. D'altro canto, l'idrogeno può formare altri composti binari, specialmente con metalli, detti idruri, con caratteristiche elettrochimiche e fisiche decisamente diverse, in cui l'idrogeno è invece l'elemento più elettronegativo ed è quindi scritto per ultimo (ad esempio NaH - idruro di sodio).
Nonostante la formula bruta simile a quella degli idracidi, l'acqua (H2O) è riguardata come un caso speciale e non è considerata tra di essi; il suo nome IUPAC è, invece, ossido di diidrogeno.
Tutti gli idracidi sono solubili in acqua e solubili nei solventi polari.
Una reazione tipica degli idracidi, come per gli acidi in generale, è la reazione di neutralizzazione, detta anche di salificazione, in cui l'idrogeno è sostituito da un metallo formando un sale, per azione diretta dell'idracido con un metallo oppure con un idrossido o anche con un ossido metallico; si tratta di sali privi di ossigeno, generalmente indicati come alogenuri o pseudoalogenuri, calcogenuri, etc.

### Idracidi e idruri
Sia gli idracidi sia gli idruri sono composti binari dell'idrogeno. Si tratta tuttavia di composti molto diversi. Negli idracidi, l'idrogeno si comporta come elemento elettropositivo (pertanto è scritto per primo nella formula). Un esempio è HCl, acido cloridrico, in cui H ha elettronegatività 2,2 mentre Cl ha elettronegatività 3,16. Negli idruri, viceversa, l'Idrogeno è l'elemento più elettronegativo. Ad esempio, in LiH, idruro di litio, Li ha elettronegatività 0,98 mentre H ha elettronegatività 2,2.

Gli idracidi reagiscono con i metalli energicamente dando luogo a sali per sostituzione dell'idrogeno; gli idruri no. Più in generale, il comportamento degli idruri è completamente diverso da quello degli idracidi, sia chimicamente, sia fisicamente.

Nella nomenclatura IUPAC il nome degli idracidi differisce da quello degli idruri (es. «cloruro di idrogeno» per l'idracido - ma «idruro di sodio» per l'idruro), essendo il suffisso "-uro" destinato a contrassegnare l'elemento più elettronegativo.